# Live at Sunset

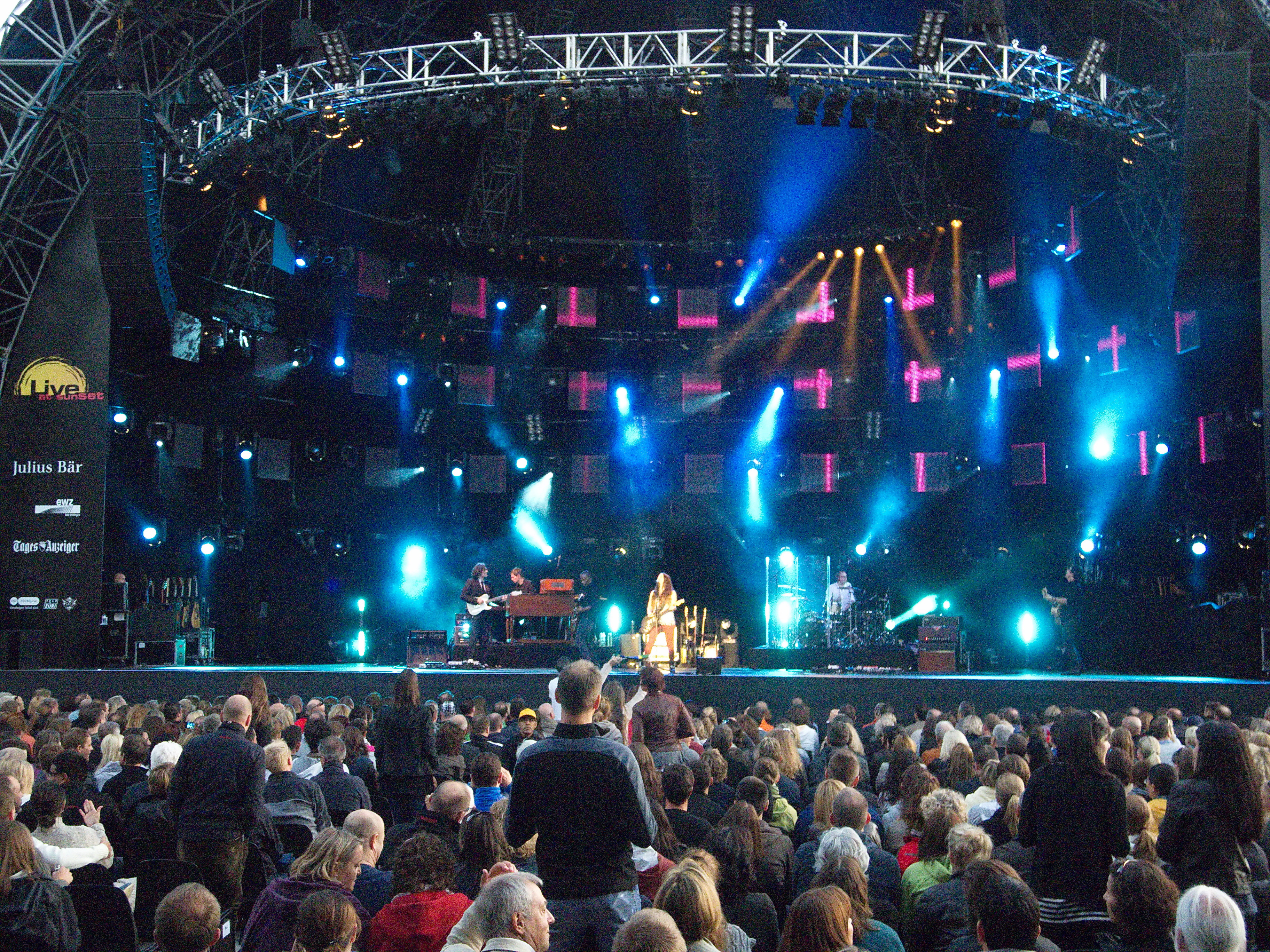
Alanis Morissette, Live at Sunset, 2012.

Live at Sunset ist ein alljährlich im Juli stattfindendes Musikfestival in Zürich. 
Die rund zwölftägige Freiluftkonzertreihe verbindet ein unterschiedliches musikalisches Spektrum mit Sonnenuntergangsatmosphäre. Von ihrer ersten Ausgabe 1996 bis 2007 fand «Live at Sunset» im Innenhof des Landesmuseums statt. Seit 2008 wird die Konzertreihe auf der Dolder Kunsteisbahn am Adlisberg in Zürich Hottingen durchgeführt. Der mehrheitlich bestuhlte Anlass bietet Platz für rund 2'700 Zuschauer und verfügt über verschiedene Gastronomieangebote.
Die letzte Ausgabe fand im Jahr 2017 statt.

## Künstler
2017: Freundeskreis, Clueso, Patricia Kaas, Stiller Has, Stefan Eicher, Mary J. Blige, Naturally 7, Placebo, Elton John, Jamie Cullum, Rad The Trio, Ronan Keating, Melanie C, Züri West, Melanie C, Marco Mengoni, Norah Jones.
2016: Sabbatical.
2015: Gianna Nannini, Swiss Night: Patent Ochsner / Stephan Eicher, Rea Garvey, Lionel Richie, Tom Odell, ZZ Top, John Legend, Roxette, Lindsey Stirling, Anastacia, Xavier Naidoo
2014: Robert Plant & the Sensational Space Shifters, Rodrigo y Gabriela, Milow, Jamie Cullum, Texas, Pet Shop Boys, James Arthur, Roger Cicero, Backstreet Boys, Swiss Night: Ritschi / Stefanie Heinzmann, Swiss Night: Hendrix Ackle / Philipp Fankhauser
2013: Swiss Night: Stephan Eicher, Bryan Adams, Natalie Cole, Kenny Rogers / Support: Anna Rossinelli, Hugh Laurie, Deep Purple, Earth, Wind & Fire, Nena, Helge Schneider, Sting, Mark Knopfler, Gianna Nannini
2012: B.B. King, Caro Emerald, Elton John solo, Loreena McKennitt, Morcheeba, Alanis Morissette, Roxette, Katie Melua, Lady Antebellum, Swiss Night: Züri West, James Morrison / Support: Bastian Baker
2011: John Mellencamp EXTRA: Dokfilm, Stephan Eicher, Paul Simon, Toto, Chicago, Konstantin Wecker & Hannes Wader, Joe Cocker, Tom Jones, Swiss Night: Sina / Marc Sway, Gianna Nannini, Julieta Venegas
2010: Tori Amos, John Fogerty, a-ha, Element of Crime, Reamonn, Nina Hagen, Lunik / Dada Ante Portas, Foreigner, Gilberto Gil, Lucio Dalla & Francesco De Gregori, Maria Mena
2009: UB40, Simply Red, Stephan Eicher, Sophie Hunger und Philipp Fankhauser, Simple Minds, Amy Macdonald, KODO, Patricia Kaas, David Garrett & Neue Philharmonie Frankfurt, Pepe Lienhard mit Big Band und Special Guest SEVEN, Jamie Cullum, Katie Melua
2008: Diana Ross, Al Jarreau, Seal, Züri West, Erkan Aki mit Ruben Drole und Württembergische Philharmonie, Crowded House, Kris Kristofferson, Diana Krall, Jan Garbarek, Mick Hucknall, Juanes, Ben Harper und The Innocent Criminals
2007: Gilberto Gil, Lauryn Hill, John Fogerty, Natalie Cole, Plüsch mit Max Lässer & Überlandorchester, James Morrison, Reamonn, Chris de Burgh, Skye Edwards, Joe Cocker, Stephan Eicher, Bryan Ferry
2006: Simply Red, Melanie C, B.B. King, Ian Anderson und Neue Philharmonie Frankfurt, Polo Hofer und die SchmetterBand, Craig David, Ronan Keating, Jamie Cullum, Die Nacht der fünf Tenöre, Juanes, Joe Sample Trio und Randy Crawford, Patent Ochsner
2005: Joe Cocker, Candy Dulfer, George Benson, Diana Ross, Katie Melua, Meat Loaf, Morcheeba, Söhne Mannheims, Johnny Clegg, Lovebugs und Sina
2004: Bonnie Raitt, Plüsch und The Alpinistos, Stephan Eicher, B.B. King, Seal, Patricia Kaas, Herbie Hancock, Wayne Shorter, Dave Holland, Brian Blade, Gianna Nannini, Melissa Etheridge, Chris de Burgh
2003: Simple Minds, Toto, Alanis Morissette, Steve Winwood, Morcheeba, ZZ Top, The Beach Boys, Joe Jackson, George Benson, John Cale, Austria 3, Patent Ochsner mit Mimmo Locasciulli und Freunden
2002: Lisa Stansfield, Noëmi Nadelmann, Andreas Vollenweider, Montserrat Caballé, Randy Crawford, Supertramp, Youssou N’Dour, Bryan Ferry, Bobby McFerrin, Polo Hofer und Züri West, Zucchero, Joe Cocker
2001: Stephan Eicher, Al Jarreau und Rachelle Ferrell, Jeff Beck, Sting, George Benson, Vanessa-Mae, Prager Sinfonie Orchester, Herbie Hancock
2000: Joe Cocker, Youssou N’Dour, Lionel Richie, Andreas Vollenweider, David Sanborn mit Sample, Richard Bona und Brian Blade, Michael von der Heide, BAP, Jan Garbarek, Lou Reed
1999: Mike Oldfield, Ladysmith Black Mambazo, Pur, Patti Smith, Stephan Eicher, Nigel Kennedy, Patricia Kaas, Al Jarreau
1998: The Phil Collins Big Band
1997: Andreas Vollenweider & Friends
1996: Ryūichi Sakamoto, Konstantin Wecker, Lou Reed, Patti Smith, Andrea Bocelli